# バイオニックシックス
バイオニックシックス（Bionic Six）は、1980年代に放送された日本とアメリカ合衆国が共同で制作したテレビアニメシリーズ。東京ムービー新社が制作し、配信はStudios USAとミュージック・コーポレーション・オブ・アメリカが担当した。

## 登場人物

### ベネット家
ジャック・ベネット（Jack Bennett） / Bionic-1
声：ジョン・スティーブンソン
この番組のメインキャラクター。『600万ドルの男』に近い、サイボーグ。
ヘレン・ベネット（Helen Bennett） / Mother-1
声：キャロル・ビルジャー
ジャックの妻。超能力を持っており、幻覚やホログラムをも繰り出すことができる。
エリック・ベネット（Eric Bennett） / Sport-1
声：ハル・ライリ
ジャックとヘレンの子。電気を操る。
メグ・ベネット（Meg Bennett） / Rock-1
声：ボッビー・ブロック
「ソーラー！」が口癖である、エリックの妹。
肩に取り付けたユニットからソニックビームを放つ。
ジェームス・ドワイト・コーリー（JD Corey） / IQ
声：ノーマン・バーナード
ベネット夫妻の養子であるアフリカ系アメリカ人の少年。非常に強く賢い。ベネット家の中で唯一コードネームに『-1』がつかない。
塚原文次郎（Bunji） / Karate-1
声：ブライアン・トチ
ベネット夫妻の養子。格闘技を駆使して敵に立ち向かう。
フラフィー（F.L.U.F.F.I.）
ベネット家を支えるゴリラ型ロボット。
アマデウス・シャープ教授（Professor Amadeus Sharp）
声：アラン・オッペンハイマー
ベネット家を支える学者。政府からの援助を受けて研究を続けており、普段は個人博物館に住んでいる。その個人博物館の地下がバイオニックシックスの基地となっている。

### 敵
ウィルマー・シャープ博士（Dr. Wilmer Sharp） / ドクター・スカラベ（Dr. Scarab）
声：ジム・マックジョージ
アマデウスの兄。バイオニックシックスの妨害にサイフロンというロボットを用いることもある。
グローヴ（Glove）
声：フランク・ウェルカー
光線を発する手袋を用いることからこの名前になった。
マダム・オウ（Madame-O ）
声：ジェニファー・ダーリン
仮面をした青い肌の妖婦。武器はソニックブラストを放つハープ。
メカニック（Mechanic）
声：フランク・ウェルカー
さまざまな武器を操る野蛮な男。
チョッパー（Chopper）
声：フランク・ウェルカー
クランク（Klunk）
声：ジョン・スティーブンソン
ドロドロした生物。

## サブタイトル
カッコ内はアメリカ合衆国での初回放送日

### シーズン1: 1987年春
| #  | 初放送日()    | 邦題 原題                       |
| 1  | 1987年4月19日 | Valley of Shadows               |
| 2  | 1987年4月19日 | Enter the Bunji                 |
| 3  | 1987年4月26日 | Eric Bats a Thousand            |
| 4  | 1987年4月26日 | Klunk in Love                   |
| 5  | 1987年5月3日  | Radio Scarab                    |
| 6  | 1987年5月3日  | Family Affair                   |
| 7  | 1987年5月10日 | Happy Birthday, Amadeus         |
| 8  | 1987年5月10日 | Brain Food                      |
| 9  | 1987年5月17日 | Just a Little Handicap          |
| 10 | 1987年5月17日 | Bionics On! The First Adventure |
| 11 | 1987年5月24日 | Back to the Past (1)            |
| 12 | 1987年5月24日 | Back to the Past (2)            |
| 13 | 1987年5月31日 | Fugitive F.L.U.F.F.I.           |
| 14 | 1987年5月31日 | Nick of Time                    |
| 15 | 1987年6月7日  | Youth or Consequences           |
| 16 | 1987年6月7日  | Extra Innings                   |
| 17 | 1987年6月14日 | Return of the Bunji             |
| 18 | 1987年6月14日 | Crown of the Scarab King        |
| 19 | 1987年6月21日 | 1001 Bionic Nights              |
| 20 | 1987年6月21日 | The Perceptor File              |
| 21 | 1987年6月28日 | Masterpiece                     |
| 22 | 1987年6月28日 | House Rules                     |

### シーズン2: 1987年秋
| #  | 初放送日()     | 邦題 原題                            |
| 1  | 1987年9月8日   | Holidaze                             |
| 2  | 1987年9月9日   | Nightmare at Cypress Cove            |
| 3  | 1987年9月10日  | Music Power                          |
| 4  | 1987年9月11日  | The Hive                             |
| 5  | 1987年9月14日  | Mindlink                             |
| 6  | 1987年9月15日  | I Compute, Therefore I Am            |
| 7  | 1987年9月16日  | Pass/Fail                            |
| 8  | 1987年9月17日  | Born to Be Bad                       |
| 9  | 1987年9月18日  | A Clean Slate (1)                    |
| 10 | 1987年9月21日  | A Clean Slate (2)                    |
| 11 | 1987年9月22日  | Spin Out                             |
| 12 | 1987年9月23日  | The Man in the Moon                  |
| 13 | 1987年9月24日  | The Case of the Baker Street Bionics |
| 14 | 1987年9月25日  | Now You See Me...                    |
| 15 | 1987年9月28日  | Crystal Clear                        |
| 16 | 1987年9月29日  | You've Come a Long Way, Baby!        |
| 17 | 1987年9月30日  | Up and Atom                          |
| 18 | 1987年10月1日  | Home Movies                          |
| 19 | 1987年10月2日  | Scarabscam                           |
| 20 | 1987年10月5日  | Kaleidoscope                         |
| 21 | 1987年10月6日  | Once Upon a Crime                    |
| 22 | 1987年10月7日  | Mrs. Scarab                          |
| 23 | 1987年10月8日  | The Secret Life of Wellington Forsby |
| 24 | 1987年10月9日  | The Fungus Among Us                  |
| 25 | 1987年10月12日 | Bottom of the Ninth Planet           |
| 26 | 1987年10月13日 | Triple Cross                         |
| 27 | 1987年10月14日 | I, Scarab (1)                        |
| 28 | 1987年10月15日 | I, Scarab (2)                        |
| 29 | 1987年10月16日 | Scabracadabra                        |
| 30 | 1987年10月19日 | The Glitch                           |
| 31 | 1987年10月20日 | A Matter of Gravity                  |
| 32 | 1987年10月21日 | The Elemental                        |
| 33 | 1987年10月22日 | I Am the Viper                       |
| 34 | 1987年10月23日 | Shadow Boxer                         |
| 35 | 1987年11月2日  | Call of the Bunji                    |
| 36 | 1987年11月3日  | A Super Bunch of Guys                |
| 37 | 1987年11月4日  | The Monkey Has Landed                |
| 38 | 1987年11月5日  | Ready, Aim, Fired                    |
| 39 | 1987年11月6日  | Love Note                            |
| 40 | 1987年11月9日  | Bone of Contention                   |
| 41 | 1987年11月10日 | Junk Heap                            |
| 42 | 1987年11月11日 | The Return of Mrs. Scarab            |
| 43 | 1987年11月12日 | That's All, Folks!                   |

## スタッフ
- エグゼクティブプロデューサー - 藤岡豊
- スーパーバイジングディレクター - 出崎統
- 監督 - ビル・ハーツ、比留間敏之
- ストーリーエディター - ゴードン・ブレッサク
- キャラクターデザイン - マイク・ボスバーグ、結城信輝、板野一郎
- アートディレクター - ボブ・ドランコ
- 音楽 - トーマス・チェイス、スティーブ・ラッカー
- スーパーバイジングプロデューサー - 常田幸子
- プロデューサー - ジェラルド・バルドウィン、加藤俊三（TMS）、青野史郎（TMS）
- アニメーション制作協力 - ムークアニメーション
- アニメーション制作 - 東京ムービー新社
- 製作 - トムス・エンタテインメント